# وعاد الماضي (مسلسل)
وعاد الماضي مسلسل كويتي، من تأليف أسمهان توفيق، وإخراج غافل فاضل. شارك في المسلسل نخبة من الممثلين منهم: أحمد الصالح، مريم الصالح، سليمان الياسين، عبد الله عبد العزيز، عصرية الزامل ، وبدرية أحمد، وفاطمة الصفي، وشهاب جوهر، ومشعل الجاسر، وشيماء سبت، ومها محمد ومشاري البلام وشفيقة يوسف وعبد الله ملك وإبراهيم البنكي.
تدور قصة المسلسل حول قضايا اجتماعية عدة أهمها طمع الأبناء بالثروة، وكيف يحاولون أن يستغلوا الحب من أجل الوصول إلى مبتغاهم.